# Faculté des sciences juridiques, économiques et sociales d'Ain Sebaâ
 (mars 2023).
Si vous disposez d'ouvrages ou d'articles de référence ou si vous connaissez des sites web de qualité traitant du thème abordé ici, merci de compléter l'article en donnant les références utiles à sa vérifiabilité et en les liant à la section « Notes et références ».
La Faculté des sciences juridiques, économiques et sociales d'Ain Sebaa (FSJESA) est une composante de l'Université Hassan II de Casablanca au Maroc.

## Présentation
Située dans le quartier industriel et d’affaires Ain Sebâa de la capitale économique du Maroc,
la faculté des sciences juridiques, économiques et sociales d’Ain Sebâa (FSJESA), composante de l’université Hassan II de Casablanca, fait partie d’un réseau vaste à travers le Maroc dont la vocation est la formation universitaire dans les sciences économiques et gestion, juridiques et sociales. La FSJESA est implantée dans une zone de concentration de l’activité industrielle.
La FSJESA d’Ain Sebâa compte 43 enseignants chercheurs, 23 personnels administratifs et techniques et plus de 6000 étudiants dont 1200 en dernière année de licence 260 en master et 440 en filières professionnelles. Elle délivre plus que 1000 diplômes par an.
L'un des cursus de master nommé Risques d'Entreprises, dispensé par la faculté avec interventions des enseignants de Total Professeurs Associés, prépare au métier de risk manager.